# 2565 Grögler
A 2565 Grögler (ideiglenes jelöléssel 1977 TB1) a Naprendszer kisbolygóövében található aszteroida. Paul Wild fedezte fel 1977. október 12-én.